# Sol Rodríguez
Sol Rodríguez, all'anagrafe María Soledad Rodríguez Belli (Buenos Aires, 17 aprile 1990), è un'attrice argentina, nota per il ruolo di Mecha nella telenovela Grachi.

## Biografia
Nata nel 1990 a Buenos Aires, inizia a ballare all'età di cinque anni. A otto anni si trasferisce con la sua famiglia in Guatemala, dove continua a ballare e a cantare. A scuola fa parte di un gruppo di ragazze che si esibisce nelle riunioni con i genitori e nelle attività della scuola, e inizia ad apparire in alcune pubblicità televisive all'età di 10 anni. Nel 2006 si trasferisce con i suoi genitori a Miami, dove studia al Miami Dade College, e successivamente viene scoperta da un'agenzia di talenti a Miami. Qualche settimana più tardi fa il suo primo servizio fotografico per la Reebok.
Il suo primo casting è per il canale latinoamericano Nickelodeon, dove nel 2011 ottiene il ruolo di co-protagonista nel serial Grachi. Grazie al successo ottenuto nelle tre stagioni della telenovela, ai primi posti di ascolto in molti paesi dell'America Latina, viene effettuato anche un tour musicale durante la seconda stagione, Grachi - El show en vivo, messo in scena in molte città del Messico. Partecipa anche alla colonna sonora, cantando il brano M.A.P.S. con Isabella Castillo per il secondo album Grachi - La vida es maravillosamente mágica Volumen 2. È stata nominata nei Kids' Choice Awards México di Nickelodeon come migliore attrice di supporto e nei Kids' Choice Awards Argentina come attrice rivelazione.
Nel 2013 viene nominata tra le 10 attrici vestite meglio ai Billboard Latin Music Awards e firma con Telemundo per una nuova soap opera chiamata Marido en alquiler. Nel 2014 viene confermata tra i protagonisti della nuova serie Sangre en el divan e gira un videoclip musicale. Il 12 gennaio 2016 entra a far parte del cast della serie TV statunitense Devious Maids - Panni sporchi a Beverly Hills, ideata da Marc Cherry e prodotta da Eva Longoria, in cui interpreta Daniela Mercado.
Nel 2022 entra a far parte del cast Star Trek: Picard, settima serie live-action del franchise di fantascienza Star Trek, interpretando la parte della dottoressa Teresa Ramirez nella seconda stagione della serie.

## Filmografia

### Cinema
- Cartel, regia di Cassius Corrigan - cortometraggio (2016)
- Bitch, regia di Marianna Palka (2017)
- Going Under (2017)
- You're Gonna Miss Me, regia di Dustin Rikert (2017)
- C'era una volta a Los Angeles (Once Upon a Time in Venice), regia di Mark Cullen (2017)
- Charlie Says, regia di Mary Harron (2018)

### Televisione
- Grachi – serial TV, 205 puntate (2011-2013)
- Marido en alquiler – serial TV, 75 puntate (2013-2014)
- Noches con Platanito – serie TV (2015)
- Tierra de reyes – serial TV, 66 puntate (2014-2015)
- Demente criminal – serie TV, 11 episodi (2015)
- Devious Maids - Panni sporchi a Beverly Hills (Devious Maids) – serie TV, 10 episodi (2016)
- NCIS - Unità anticrimine (NCIS) – serie TV, episodio 14x01 (2016)
- Urban Cowboy, regia di Craig Brewer – film TV (2016)
- Relatos de un sueño americano – serie TV, episodio 1x06 (2017)
- Alone Together – serie TV, episodio 1x08 (2018)
- The Dead Girls Detective Agency – serie TV, episodio 1x08 (2018)
- Cinque in famiglia (Party of Five) – serie TV, 5 episodi (2020)
- Star Trek: Picard – serie TV, 4 episodi (2022)

## Discografia

### Partecipazioni
- 2011 – AA.VV. Grachi - La vida es maravillosamente mágica
- 2012 – AA.VV. Grachi - La vida es maravillosamente mágica Volumen 2

## Teatro
- Grachi - El show en vivo (2012)

## Premi e riconoscimenti
Kids' Choice Awards Argentina
- 2012 - Candidatura come Attrice rivelazione per Grachi[5]
- 2013 - Candidatura come Attrice televisiva preferita per Grachi[6]

Kids' Choice Awards México
- 2012 - Candidatura come Attrice preferita del cast per Grachi[7]

## Doppiatrici italiane
Nelle versioni in italiano dei suoi film, Sol Rodríguez è stata doppiata da: 
- Valentina Favazza in Devious Maids - Panni sporchi a Beverly Hills
- Ilaria Latini in Star Trek: Picard
- Patrizia Salerno in Grachi[8]